# Lech Wyszczelski
Lech Wyszczelski (ur. 2 stycznia 1942 w Rzeczkach-Wolkach) – polski historyk wojskowości, doktor habilitowany, profesor zwyczajny, pułkownik w stanie spoczynku.

## Życiorys
W 1973 ukończył Wojskową Akademię Polityczną im. Feliksa Dzierżyńskiego na Wydziale Historyczno-Politycznym, doktorat uzyskał w 1979 (WAP), habilitował się w Akademii Sztabu Generalnego WP w 1986, a od 1998 posiada tytuł naukowy profesora. Wieloletni wykładowca WAP, Akademii Obrony Narodowej oraz Akademii Humanistycznej w Pułtusku. W latach 1988–1990 był członkiem Rady Ochrony Pamięci Walk i Męczeństwa. Aktualnie profesor Uniwersytetu Przyrodniczo-Humanistycznego w Siedlcach – kierownik Katedry Historii i Teorii Wychowania i członek Komisji Historii Wojskowości Komitetu Nauk Historycznych Polskiej Akademii Nauk.
Jest autorem ponad 75 książek i ponad 500 publikacji dotyczących XX wieku. Wypromował 16 doktorów i ponad 300 magistrów historii, pedagogiki i nauki o bezpieczeństwie. Specjalizuje się w dziejach historii polskiej lat 1918–1939, w szczególności historii wojskowości oraz historii myśli wojskowej oraz teoriach wojen od ich powstania do współczesności. W 2012 roku został odznaczony Złotym Medalem za Długoletnią Służbę.

## Ważniejsze publikacje
- Zarys powszechnej myśli wojskowej. Warszawa: Wojskowa Akademia Polityczna F. Dzierżyńskiego, Katedra Teorii Wojen i Historii Wojskowej. (w dwu częściach, dwa wydania: 1984 i 1986).
- Poglądy na wojnę i walkę zbrojną w polskiej myśli wojskowej lat 1918–1939, Warszawa: Wojskowa Akademia Polityczna F. Dzierżyńskiego, 1985.
- Bohaterowie stu bitew. Warszawa: Krajowa Agencja Wydawnicza, 1986. ISBN 83-03-01442-0. Brak numerów stron w książce
- Polska myśl wojskowa 1918-1939. Wybór dokumentów. Warszawa: Krajowa Agencja Wydawnicza, 1987. ISBN 83-03-02012-9.
- Historia myśli wojskowej okresu międzywojennego (1918–1939). Warszawa: Bellona, 1994. ISBN 83-11-08330-4.
- Historia myśli wojskowej. Warszawa: Bellona, 2000. ISBN 83-11-09128-5.
- Polskie Radio w powstaniu warszawskim 1944 r. Toruń: Wydawnictwo Adam Marszałek, 2000. ISBN 83-7174-738-1.
- Armia w systemie demokratycznym. Warszawa: Bellona, AON, 2001. ISBN 83-11-09272-9.
- Historia polskiej myśli wojskowej. Warszawa: Bellona, 2001. ISBN 83-11-09416-0.
- Operacja warszawska 1920. Warszawa: Bellona, 2005. ISBN 83-11-10179-5.
- Społeczeństwo a obronność w Polsce (1918–1939). Toruń: Wydawnictwo Adam Marszałek, 2007. ISBN 978-83-7441-552-1.
- O Polsce w Wersalu. Toruń: Wydawnictwo Adam Marszałek, 2008. ISBN 978-83-7611-150-6.
- Od demobilizacji do zamachu majowego. Wojsko polskie 1921–1926. Warszawa: Neriton, 2008. ISBN 978-83-7543-002-8.
- Kampania ukraińska 1920 roku. Warszawa: Neriton, 2008. ISBN 978-83-7543-066-0.
- Warszawa. Listopad 1918. Warszawa: Bellona, 2008. ISBN 978-83-11-11323-7.
- Ministerstwo Spraw Wojskowych (1918–1939). Warszawa: Neriton, 2009. ISBN 978-83-7543-128-5.
- Kampania ukraińska 1920 roku. Warszawa: Neriton, 2009. ISBN 978-83-7543-066-0.
- Bezpieczeństwo narodowe Polski w latach 1918–1939: teoria i praktyka. Toruń, Łysomice: Dom Wydawniczy Duet, 2009. ISBN 978-83-61185-66-6.
- Wojna polsko-rosyjska 1919–1920. Tom 1 i 2. Warszawa: Bellona, 2010. ISBN 978-83-11-11934-5.
- Generał Kazimierz Sosnkowski. Warszawa: Bellona, 2010. ISBN 978-83-11-11942-0.
- Wojna o Kresy Wschodnie 1918–1921. Warszawa: Bellona, 2011. ISBN 978-83-11-12012-9.
- Bitwa u wrót Warszawy 1920. 2013 ISBN 978-83-11-12867-5.
- Wojsko II Rzeczypospolitej. Warszawa: Bellona, 2014. ISBN 978-83-11-13061-6.
- Odrodzona Rzeczpospolita 1918. Warszawa: Bellona, 2014. ISBN 978-83-11-13002-9.
- Jeńcy wojny polsko-rosyjskiej 1919–1920. Warszawa: Bellona, 2014. ISBN 978-83-11-13129-3.
- Tajna gra mocarstw o Polskę. Wiosna-lato 1939. Warszawa: Bellona, 2014. ISBN 978-83-11-13402-7.
- Polska mocarstwowa. Warszawa: Bellona, 2015. ISBN 978-83-11-13548-2.
- Konflikty narodowe i wewnętrzne II Rzeczypospolitej. Warszawa: Bellona, 2015. ISBN 978-83-11-13943-5.
- Skrywane oblicza II Rzeczypospolitej. Warszawa: Bellona, 2015. ISBN 978-83-11-13700-4.
- Rozpruwanie Rosji. Prometeizm - idea i realizacja. Warszawa: Bellona, 2016. ISBN 978-83-11-14078-3.
- Wojna polsko-rosyjska 1919-1920. Mity, legendy i fakty,  Warszawa: Bellona, 2016. ISBN 978-83-11-13955-8.

Seria Historyczne bitwy
- Madryt 1936–1937. Warszawa: MON, 1986. ISBN 83-11-07343-0.
- Niemen 1920. Warszawa: Bellona, 1991. ISBN 83-11-07908-0. (2008. ISBN 978-83-11-11324-4).
- Warszawa 1920. Warszawa: Bellona, 1995. ISBN 83-11-08399-1. (2005. ISBN 83-11-10227-9).
- Kijów 1920. Warszawa: Bellona, 1999. ISBN 83-11-08963-9. (2008. ISBN 978-83-11-11431-9).
- Wilno 1919–1920. Warszawa: Bellona, 2008. ISBN 978-83-11-11249-0.
- Warszawa 1939. Warszawa: Bellona, 2009. ISBN 978-83-11-11591-0.
- Lwów 1920. 2014 ISBN 978-83-11-13193-4.
- Powstanie wielkopolskie 1918-1919. Warszawa: Bellona, 2018. ISBN 978-83-11-15527-5
- Nasielsk 1920. Warszawa: Bellona, 2020. ISBN 978-83-11-15895-5.
- Ciechanów 1920. Warszawa: Bellona 2020. ISBN 978-83-11-15889-4.